# Thorgan Hazard
Thorgan Ganael Francis Hazard (La Louvière, 29 marzo 1993) è un calciatore belga, trequartista o attaccante dell'Anderlecht.
Nel 2012 è stato inserito nella lista dei migliori calciatori nati dopo il 1991 stilata da Don Balón.

## Biografia
I suoi fratelli Eden (1991), Kylian (1995) ed Ethan (2003) sono tutti calciatori professionisti.

## Caratteristiche tecniche
Trequartista naturale, all'occorrenza può giocare anche da ala, sia destra che sinistra. Ha un tiro potente e preciso, che lo ha reso anche un ottimo tiratore sui calci piazzati. Ha soprattutto un ottimo dribbling.

## Carriera

### Club
Debutta con il Lens il 30 luglio 2011 nella partita casalinga persa per 0-2 contro il Reims. Gioca l'ultima partita con il Lens nuovamente contro il Reims. Questa volta però, la partita finisce in parità.
Il 25 luglio 2012 il Chelsea ufficializza l'ingaggio del calciatore belga, che si aggrega all'Under-21 della squadra londinese. Resta poco a Londra, poiché dopo un mese i blues lo cedono in prestito allo Zulte Waregem. Dopo due stagioni condite da 73 presenze e 19 reti fa ritorno in Inghilterra, ma il 5 luglio 2014 il Chelsea ufficializza il suo prestito al Borussia Mönchengladbach.
Debutta con i nuovi compagni il 26 luglio 2014 in un'amichevole precampionato contro il Bayern Monaco terminata 5-4 per il Bayern ai calci di rigore. Segna la sua prima doppietta con la nuova maglia il 28 agosto 2014 nella vittoria interna per 7-0 in Europa League contro il Sarajevo. Mentre in campionato il suo primo gol avviene il 6 dicembre 2014 nella vittoria in casa per 3-2 contro l'Hertha Berlino, dove all'83' minuto è proprio lui a decidere le sorti del match siglando la rete del momentaneo 3-1. Il 23 febbraio 2015 viene riscattato dalla squadra tedesca, firmando un contratto valido fino al 2020.
Il 22 maggio 2019, il belga viene acquistato per 25,5 milioni di euro a titolo definitivo dal Borussia Dortmund, con il quale club sigla un contratto quinquennale.
In tre stagioni e mezzo colleziona 122 presenze e 18 gol tra Bundesliga, Coppa di Germania e coppe europee.
Nel corso del mercato di gennaio del 2023 viene ceduto in prestito in Olanda al PSV con cui va in rete all’esordio il 5 febbraio contro il Feyenoord (2-2).

### Nazionale

#### Nazionali giovanili
Debutta in nazionale Under-21 il 14 agosto 2012 nella vittoria fuori casa per 0-1 contro la Scozia Under-21. Il 10 settembre gioca le qualificazioni agli Europei 2013, venendo schierato contro l'Islanda nella vittoria per 5-0, dove esce al 72'. Segna il primo gol con la nazionale Under-21 il 5 settembre 2013 nella partita vinta fuori casa a Rieti per 1-3 contro l'Italia, valevole per la qualificazione al campionato europeo del 2015.

#### Nazionale maggiore
Dopo aver fatto la trafila nelle nazionali giovanili belghe, debutta in nazionale maggiore il 30 maggio 2013 nell'amichevole vinta fuori casa contro gli Stati Uniti per 2-4.
Dal novembre 2016, con l'arrivo di Roberto Martínez in panchina, viene convocato più spesso in nazionale maggiore, seppur essendo riserva considerando l'abbondanza in attacco del Belgio, venendo anche convocato (insieme al celeberrimo fratello Eden) ai Mondiali 2018. Sigla la sua prima rete in nazionale nelle qualificazioni ai Mondiali contro Cipro, dove segna insieme al fratello (doppietta di quest'ultimo) nel 4-0 dell'ultima giornata.
Il 18 novembre 2018 segna la sua prima doppietta in nazionale contro la Svizzera, portando la sua squadra sullo 0-2 a Lucerna; tuttavia tali marcature verranno vanificate a fine partita in quanto il Belgio perde clamorosamente (venendo rimontato in maniera ancora più incredibile) per 5-2 contro gli elvetici.
Convocato per Euro 2020, nel corso della competizione va a segno nei successi contro Danimarca (2-1 ai gironi) e Portogallo (1-0 agli ottavi).

## Statistiche

### Presenze e reti nei club
Statistiche aggiornate al 29 marzo 2025.
| Stagione                   | Squadra                    | Campionato                 | Campionato | Campionato | Coppe nazionali | Coppe nazionali | Coppe nazionali | Coppe continentali | Coppe continentali | Coppe continentali | Altre coppe | Altre coppe | Altre coppe | Totale | Totale |
| Stagione                   | Squadra                    | Comp                       | Pres       | Reti       | Comp            | Pres            | Reti            | Comp               | Pres               | Reti               | Comp        | Pres        | Reti        | Pres   | Reti   |
| -------------------------- | -------------------------- | -------------------------- | ---------- | ---------- | --------------- | --------------- | --------------- | ------------------ | ------------------ | ------------------ | ----------- | ----------- | ----------- | ------ | ------ |
| 2011-2012                  | Lens                       | L2                         | 14         | 0          | CF+CdL          | 1+1             | 0               | -                  | -                  | -                  | -           | -           | -           | 16     | 0      |
| 2012-2013                  | Zulte Waregem              | JL                         | 34         | 4          | CB              | 3               | 0               | -                  | -                  | -                  | -           | -           | -           | 37     | 4      |
| 2013-2014                  | Zulte Waregem              | JL                         | 36+3       | 11+3       | CB              | 4               | 1               | UCL+UEL            | 2+8                | 0+2                | -           | -           | -           | 53     | 17     |
| Totale Zulte Waregem       | Totale Zulte Waregem       | Totale Zulte Waregem       | 73         | 18         |                 | 7               | 1               |                    | 10                 | 2                  |             | -           | -           | 90     | 21     |
| 2014-2015                  | Borussia M'gladbach        | BL                         | 28         | 1          | CG              | 4               | 1               | UEL                | 9                  | 3                  | -           | -           | -           | 41     | 5      |
| 2015-2016                  | Borussia M'gladbach        | BL                         | 29         | 4          | CG              | 3               | 2               | UCL                | 4                  | 0                  | -           | -           | -           | 36     | 6      |
| 2016-2017                  | Borussia M'gladbach        | BL                         | 23         | 6          | CG              | 2               | 1               | UCL+UEL            | 6+2                | 4+0                | -           | -           | -           | 33     | 11     |
| 2017-2018                  | Borussia M'gladbach        | BL                         | 34         | 10         | CG              | 3               | 1               | -                  | -                  | -                  | -           | -           | -           | 37     | 11     |
| 2018-2019                  | Borussia M'gladbach        | BL                         | 33         | 10         | CG              | 2               | 3               | -                  | -                  | -                  | -           | -           | -           | 35     | 13     |
| Totale Borussia M'gladbach | Totale Borussia M'gladbach | Totale Borussia M'gladbach | 147        | 31         |                 | 14              | 8               |                    | 21                 | 7                  |             | -           | -           | 182    | 46     |
| 2019-2020                  | Borussia Dortmund          | BL                         | 33         | 7          | CG              | 3               | 0               | UCL                | 7                  | 0                  | -           | -           | -           | 43     | 7      |
| 2020-2021                  | Borussia Dortmund          | BL                         | 16         | 1          | CG              | 5               | 2               | UCL                | 7                  | 1                  | SG          | 0           | 0           | 28     | 4      |
| 2021-2022                  | Borussia Dortmund          | BL                         | 23         | 4          | CG              | 3               | 2               | UCL+UEL            | 3+1                | 0                  | SG          | 0           | 0           | 30     | 6      |
| 2022-gen.2023              | Borussia Dortmund          | BL                         | 14         | 0          | CG              | 2               | 0               | UCL                | 5                  | 1                  | -           | -           | -           | 21     | 1      |
| gen.-giu. 2023             | PSV                        | E                          | 9          | 1          | CO              | 3               | 1               | UEL                | 1                  | 0                  | -           | -           | -           | 13     | 2      |
| ago.-set.2023              | Borussia Dortmund          | BL                         | 1          | 0          | CG              | 0               | 0               | UCL                | 0                  | 0                  |             | -           | -           | 1      | 0      |
| Totale Borussia Dortmund   | Totale Borussia Dortmund   | Totale Borussia Dortmund   | 87         | 12         |                 | 13              | 4               |                    | 24                 | 2                  |             | 0           | 0           | 124    | 18     |
| set.2023-2024              | Anderlecht                 | D1                         | 22         | 4          | CB              | 2               | 0               |                    | -                  | -                  | -           | -           | -           | 24     | 4      |
| 2024-2025                  | Anderlecht                 | D1                         | 11         | 2          | CB              | 3               | 0               | UEL                | 4                  | 0                  | -           | -           | -           | 18     | 2      |
| Totale Anderlecht          | Totale Anderlecht          | Totale Anderlecht          | 33         | 6          |                 | 5               | 0               |                    | 4                  | 0                  |             | -           | -           | 42     | 6      |
| Totale carriera            | Totale carriera            | Totale carriera            | 363        | 68         |                 | 44              | 14              |                    | 60                 | 11                 |             | 0           | 0           | 467    | 93     |

### Cronologia presenze e reti in nazionale
| Cronologia completa delle presenze e delle reti in nazionale ― Belgio | Cronologia completa delle presenze e delle reti in nazionale ― Belgio | Cronologia completa delle presenze e delle reti in nazionale ― Belgio | Cronologia completa delle presenze e delle reti in nazionale ― Belgio | Cronologia completa delle presenze e delle reti in nazionale ― Belgio | Cronologia completa delle presenze e delle reti in nazionale ― Belgio | Cronologia completa delle presenze e delle reti in nazionale ― Belgio | Cronologia completa delle presenze e delle reti in nazionale ― Belgio |
| Data                                                                  | Città                                                                 | In casa                                                               | Risultato                                                             | Ospiti                                                                | Competizione                                                          | Reti                                                                  | Note                                                                  |
| --------------------------------------------------------------------- | --------------------------------------------------------------------- | --------------------------------------------------------------------- | --------------------------------------------------------------------- | --------------------------------------------------------------------- | --------------------------------------------------------------------- | --------------------------------------------------------------------- | --------------------------------------------------------------------- |
| 30-5-2013                                                             | Cleveland                                                             | Stati Uniti                                                           | 2 – 4                                                                 | Belgio                                                                | Amichevole                                                            | -                                                                     | 84’                                                                   |
| 9-11-2016                                                             | Amsterdam                                                             | Paesi Bassi                                                           | 1 – 1                                                                 | Belgio                                                                | Amichevole                                                            | -                                                                     | 64’                                                                   |
| 28-3-2017                                                             | Soči                                                                  | Russia                                                                | 3 – 3                                                                 | Belgio                                                                | Amichevole                                                            | -                                                                     | 85’                                                                   |
| 5-6-2017                                                              | Bruxelles                                                             | Belgio                                                                | 2 – 1                                                                 | Rep. Ceca                                                             | Amichevole                                                            | -                                                                     | 88’                                                                   |
| 31-8-2017                                                             | Liegi                                                                 | Belgio                                                                | 9 – 0                                                                 | Gibilterra                                                            | Qual. Mondiali 2018                                                   | -                                                                     | 77’                                                                   |
| 10-10-2017                                                            | Bruxelles                                                             | Belgio                                                                | 4 – 0                                                                 | Cipro                                                                 | Qual. Mondiali 2018                                                   | 1                                                                     |                                                                       |
| 10-11-2017                                                            | Bruxelles                                                             | Belgio                                                                | 3 – 3                                                                 | Messico                                                               | Amichevole                                                            | -                                                                     | 85’                                                                   |
| 14-11-2017                                                            | Bruges                                                                | Belgio                                                                | 1 – 0                                                                 | Giappone                                                              | Amichevole                                                            | -                                                                     |                                                                       |
| 2-6-2018                                                              | Bruxelles                                                             | Belgio                                                                | 0 – 0                                                                 | Portogallo                                                            | Amichevole                                                            | -                                                                     | 80’                                                                   |
| 6-6-2018                                                              | Bruxelles                                                             | Belgio                                                                | 3 – 0                                                                 | Egitto                                                                | Amichevole                                                            | -                                                                     | 70’                                                                   |
| 11-6-2018                                                             | Bruxelles                                                             | Belgio                                                                | 4 – 1                                                                 | Costa Rica                                                            | Amichevole                                                            | -                                                                     | 65’                                                                   |
| 18-6-2018                                                             | Soči                                                                  | Belgio                                                                | 3 – 0                                                                 | Panama                                                                | Mondiali 2018 - 1º turno                                              | -                                                                     | 83’                                                                   |
| 28-6-2018                                                             | Kaliningrad                                                           | Inghilterra                                                           | 0 – 1                                                                 | Belgio                                                                | Mondiali 2018 - 1º turno                                              | -                                                                     |                                                                       |
| 7-9-2018                                                              | Glasgow                                                               | Scozia                                                                | 0 – 4                                                                 | Belgio                                                                | Amichevole                                                            | -                                                                     |                                                                       |
| 11-9-2018                                                             | Reykjavík                                                             | Islanda                                                               | 0 – 3                                                                 | Belgio                                                                | UEFA Nations League 2018-2019 - 1º turno                              | -                                                                     | 89’                                                                   |
| 12-10-2018                                                            | Bruxelles                                                             | Belgio                                                                | 2 – 1                                                                 | Svizzera                                                              | UEFA Nations League 2018-2019 - 1º turno                              | -                                                                     | 90+2’                                                                 |
| 16-10-2018                                                            | Bruxelles                                                             | Belgio                                                                | 1 – 1                                                                 | Paesi Bassi                                                           | Amichevole                                                            | -                                                                     | 46’                                                                   |
| 15-11-2018                                                            | Bruxelles                                                             | Belgio                                                                | 2 – 0                                                                 | Islanda                                                               | UEFA Nations League 2018-2019 - 1º turno                              | -                                                                     |                                                                       |
| 18-11-2018                                                            | Lucerna                                                               | Svizzera                                                              | 5 – 2                                                                 | Belgio                                                                | UEFA Nations League 2018-2019 - 1º turno                              | 2                                                                     |                                                                       |
| 21-3-2019                                                             | Bruxelles                                                             | Belgio                                                                | 3 – 1                                                                 | Russia                                                                | Qual. Euro 2020                                                       | -                                                                     | 84’                                                                   |
| 24-3-2019                                                             | Nicosia                                                               | Cipro                                                                 | 0 – 2                                                                 | Belgio                                                                | Qual. Euro 2020                                                       | -                                                                     | 68’                                                                   |
| 8-6-2019                                                              | Bruxelles                                                             | Belgio                                                                | 3 – 0                                                                 | Kazakistan                                                            | Qual. Euro 2020                                                       | -                                                                     |                                                                       |
| 11-6-2019                                                             | Bruxelles                                                             | Belgio                                                                | 3 – 0                                                                 | Scozia                                                                | Qual. Euro 2020                                                       | -                                                                     | 90’                                                                   |
| 13-10-2019                                                            | Astana                                                                | Kazakistan                                                            | 0 – 2                                                                 | Belgio                                                                | Qual. Euro 2020                                                       | -                                                                     |                                                                       |
| 16-11-2019                                                            | San Pietroburgo                                                       | Russia                                                                | 1 – 4                                                                 | Belgio                                                                | Qual. Euro 2020                                                       | 1                                                                     |                                                                       |
| 19-11-2019                                                            | Bruxelles                                                             | Belgio                                                                | 6 – 1                                                                 | Cipro                                                                 | Qual. Euro 2020                                                       | -                                                                     |                                                                       |
| 5-9-2020                                                              | Copenaghen                                                            | Danimarca                                                             | 0 – 2                                                                 | Belgio                                                                | UEFA Nations League 2020-2021 - 1º turno                              | -                                                                     |                                                                       |
| 8-9-2020                                                              | Bruxelles                                                             | Belgio                                                                | 5 – 1                                                                 | Islanda                                                               | UEFA Nations League 2020-2021 - 1º turno                              | -                                                                     | 65’                                                                   |
| 11-11-2020                                                            | Lovanio                                                               | Belgio                                                                | 2 – 1                                                                 | Svizzera                                                              | Amichevole                                                            | -                                                                     | 90+1’                                                                 |
| 15-11-2020                                                            | Lovanio                                                               | Belgio                                                                | 2 – 0                                                                 | Inghilterra                                                           | UEFA Nations League 2020-2021 - 1º turno                              | -                                                                     |                                                                       |
| 18-11-2020                                                            | Lovanio                                                               | Belgio                                                                | 4 – 2                                                                 | Danimarca                                                             | UEFA Nations League 2020-2021 - 1º turno                              | -                                                                     | 77’                                                                   |
| 24-3-2021                                                             | Lovanio                                                               | Belgio                                                                | 3 – 1                                                                 | Galles                                                                | Qual. Mondiali 2022                                                   | 1                                                                     | 75’ 83’                                                               |
| 30-3-2021                                                             | Lovanio                                                               | Belgio                                                                | 8 – 0                                                                 | Bielorussia                                                           | Qual. Mondiali 2022                                                   | -                                                                     |                                                                       |
| 3-6-2021                                                              | Bruxelles                                                             | Belgio                                                                | 1 – 1                                                                 | Grecia                                                                | Amichevole                                                            | 1                                                                     | 74’                                                                   |
| 6-6-2021                                                              | Bruxelles                                                             | Belgio                                                                | 1 – 0                                                                 | Croazia                                                               | Amichevole                                                            | -                                                                     | 71’                                                                   |
| 12-6-2021                                                             | San Pietroburgo                                                       | Belgio                                                                | 3 – 0                                                                 | Russia                                                                | Euro 2020 - 1º turno                                                  | -                                                                     |                                                                       |
| 17-6-2021                                                             | Copenaghen                                                            | Danimarca                                                             | 1 – 2                                                                 | Belgio                                                                | Euro 2020 - 1º turno                                                  | 1                                                                     | 90+4’                                                                 |
| 27-6-2021                                                             | Siviglia                                                              | Belgio                                                                | 1 – 0                                                                 | Portogallo                                                            | Euro 2020 - Ottavi di finale                                          | 1                                                                     | 90+5’                                                                 |
| 2-7-2021                                                              | Monaco di Baviera                                                     | Belgio                                                                | 1 – 2                                                                 | Italia                                                                | Euro 2020 - Quarti di finale                                          | -                                                                     |                                                                       |
| 13-11-2021                                                            | Bruxelles                                                             | Belgio                                                                | 3 – 1                                                                 | Estonia                                                               | Qual. Mondiali 2022                                                   | 1                                                                     | 62’                                                                   |
| 16-11-2021                                                            | Cardiff                                                               | Galles                                                                | 1 – 1                                                                 | Belgio                                                                | Qual. Mondiali 2022                                                   | -                                                                     | 71’                                                                   |
| 26-3-2022                                                             | Dublino                                                               | Irlanda                                                               | 2 – 2                                                                 | Belgio                                                                | Amichevole                                                            | -                                                                     |                                                                       |
| 8-6-2022                                                              | Bruxelles                                                             | Belgio                                                                | 6 – 1                                                                 | Polonia                                                               | UEFA Nations League 2022-2023 - 1º turno                              | -                                                                     | 84’                                                                   |
| 11-6-2022                                                             | Cardiff                                                               | Galles                                                                | 1 – 1                                                                 | Belgio                                                                | UEFA Nations League 2022-2023 - 1º turno                              | -                                                                     | 62’                                                                   |
| 14-6-2022                                                             | Varsavia                                                              | Polonia                                                               | 0 – 1                                                                 | Belgio                                                                | UEFA Nations League 2022-2023 - 1º turno                              | -                                                                     | 62’                                                                   |
| 27-11-2022                                                            | Doha                                                                  | Belgio                                                                | 0 – 2                                                                 | Marocco                                                               | Mondiali 2022 - 1º turno                                              | -                                                                     | 75’                                                                   |
| 1-12-2022                                                             | Al Rayyan                                                             | Croazia                                                               | 0 – 0                                                                 | Belgio                                                                | Mondiali 2022 - 1º turno                                              | -                                                                     | 46’                                                                   |
| Totale                                                                |                                                                       | Presenze                                                              | 47                                                                    |                                                                       | Reti                                                                  | 9                                                                     |                                                                       |

| Cronologia completa delle presenze e delle reti in nazionale ― Belgio under 21 | Cronologia completa delle presenze e delle reti in nazionale ― Belgio under 21 | Cronologia completa delle presenze e delle reti in nazionale ― Belgio under 21 | Cronologia completa delle presenze e delle reti in nazionale ― Belgio under 21 | Cronologia completa delle presenze e delle reti in nazionale ― Belgio under 21 | Cronologia completa delle presenze e delle reti in nazionale ― Belgio under 21 | Cronologia completa delle presenze e delle reti in nazionale ― Belgio under 21 | Cronologia completa delle presenze e delle reti in nazionale ― Belgio under 21 |
| Data                                                                           | Città                                                                          | In casa                                                                        | Risultato                                                                      | Ospiti                                                                         | Competizione                                                                   | Reti                                                                           | Note                                                                           |
| ------------------------------------------------------------------------------ | ------------------------------------------------------------------------------ | ------------------------------------------------------------------------------ | ------------------------------------------------------------------------------ | ------------------------------------------------------------------------------ | ------------------------------------------------------------------------------ | ------------------------------------------------------------------------------ | ------------------------------------------------------------------------------ |
| 14-8-2012                                                                      | Dunfermline                                                                    | Scozia under 21                                                                | 0 – 1                                                                          | Belgio under 21                                                                | Amichevole                                                                     | -                                                                              |                                                                                |
| 10-9-2012                                                                      | Beveren                                                                        | Belgio under 21                                                                | 5 – 0                                                                          | Islanda under 21                                                               | Qual. Euro 2013                                                                | -                                                                              | 72’                                                                            |
| 25-3-2013                                                                      | Heverlee                                                                       | Belgio under 21                                                                | 2 – 0                                                                          | Cipro under 21                                                                 | Qual. Euro 2015                                                                | -                                                                              | 39’ 86’                                                                        |
| 5-9-2013                                                                       | Rieti                                                                          | Italia under 21                                                                | 1 – 3                                                                          | Belgio under 21                                                                | Qual. Euro 2015                                                                | 1                                                                              | 61’                                                                            |
| 9-9-2013                                                                       | Oud-Heverlee                                                                   | Belgio under 21                                                                | 1 – 0                                                                          | Irlanda del Nord under 21                                                      | Qual. Euro 2015                                                                | -                                                                              |                                                                                |
| 14-10-2013                                                                     | Genk                                                                           | Belgio under 21                                                                | 0 – 1                                                                          | Italia under 21                                                                | Qual. Euro 2015                                                                | -                                                                              |                                                                                |
| 15-11-2013                                                                     | Gornji Milanovac                                                               | Serbia under 21                                                                | 2 – 2                                                                          | Belgio under 21                                                                | Qual. Euro 2015                                                                | -                                                                              | 81’                                                                            |
| 5-3-2014                                                                       | Oud-Heverlee                                                                   | Belgio under 21                                                                | 0 – 3                                                                          | Serbia under 21                                                                | Qual. Euro 2015                                                                | -                                                                              | 77’                                                                            |
| Totale                                                                         |                                                                                | Presenze                                                                       | 8                                                                              |                                                                                | Reti                                                                           | 1                                                                              |                                                                                |

## Palmarès

### Club
- Supercoppa di Germania: 1

Borussia Dortmund: 2019
- Coppa di Germania: 1

Borussia Dortmund: 2020-2021
- Coppa dei Paesi Bassi: 1

PSV: 2022-2023

### Individuale
- Calciatore dell'anno del campionato belga: 1

2013